# Rhododendron nuttallii
Rhododendron nuttallii là một loài thực vật có hoa trong họ Thạch nam. Loài này được Booth ex Nutt. miêu tả khoa học đầu tiên năm 1853.

## Hình ảnh

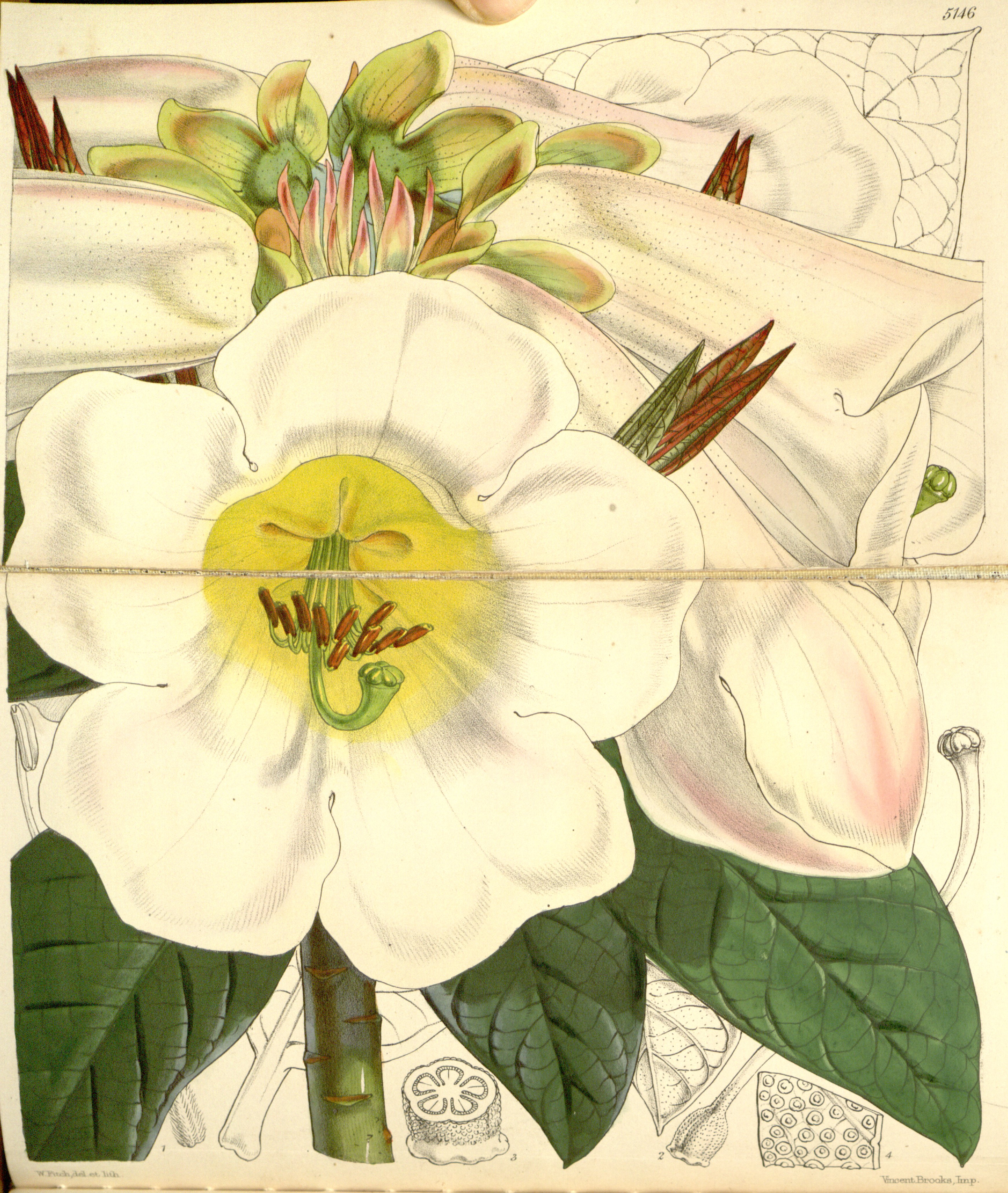